# Olympische Sommerspiele 2004/Teilnehmer (Niger)
| Gelbes Symbol für Goldmedaillen mit stilisierten Olympischen Ringen | Graues Symbol für Silbermedaillen mit stilisierten Olympischen Ringen | Braundes Symbol für Bronzemedaillen mit stilisierten Olympischen Ringen |
| ------------------------------------------------------------------- | --------------------------------------------------------------------- | ----------------------------------------------------------------------- |
| —                                                                   | —                                                                     | —                                                                       |

Niger nahm an den Olympischen Sommerspielen 2004 in der griechischen Hauptstadt Athen mit vier Sportlern, einer Frau und drei Männern, teil.

## Teilnehmer nach Sportarten

### Judo
- Abdou Alassane Dji Bo
Halbleichtgewicht: 1. Runde

### Leichtathletik
- Ibrahim Tondi
400 Meter Hürden: Vorläufe

- Salamtou Hassane
Frauen, 400 Meter: Vorläufe

### Schwimmen
- Ibrahim Maliki
50 Meter Freistil: 69. Platz